# أوكالبتوس بلانشوني
كينا بلانشونية (الاسم العلمي:Eucalyptus planchoniana) هي نوع من النباتات تتبع جنس الكينا من فصيلة الآسية.